# Pristimantis aaptus
Pristimantis aaptus là một loài động vật lưỡng cư trong họ Strabomantidae, thuộc bộ Anura. Loài này được Lynch & Lescure mô tả khoa học đầu tiên năm 1980.